# Spiga

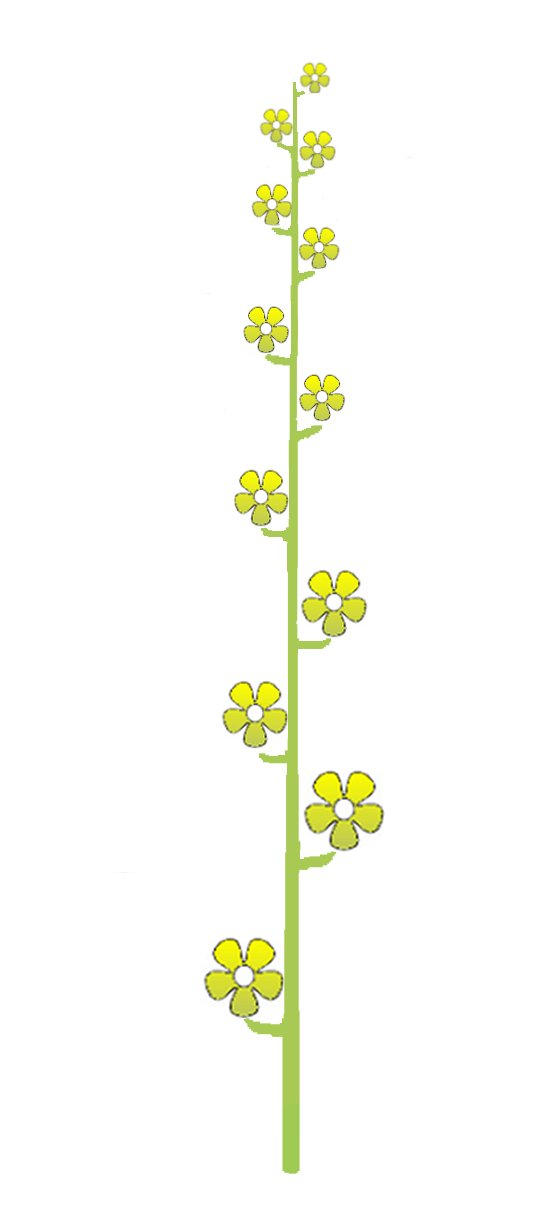
Rappresentazione semplificata di una spiga

La spiga è una infiorescenza  formata da numerosi fiori sessili (privi di peduncolo) inseriti su un rachide centrale.

## Diffusione e tipologie
La spiga è una struttura anatomica tipica delle Poaceae, ma non esclusiva di questa famiglia.
La spiga di spighe è invece un'infiorescenza composta costituita da un rachide centrale sul quale sono inserite spighe semplici. Un classico esempio è la spiga di frumento. Tali spighe semplici sono dette spighette.

## Galleria d'immagini

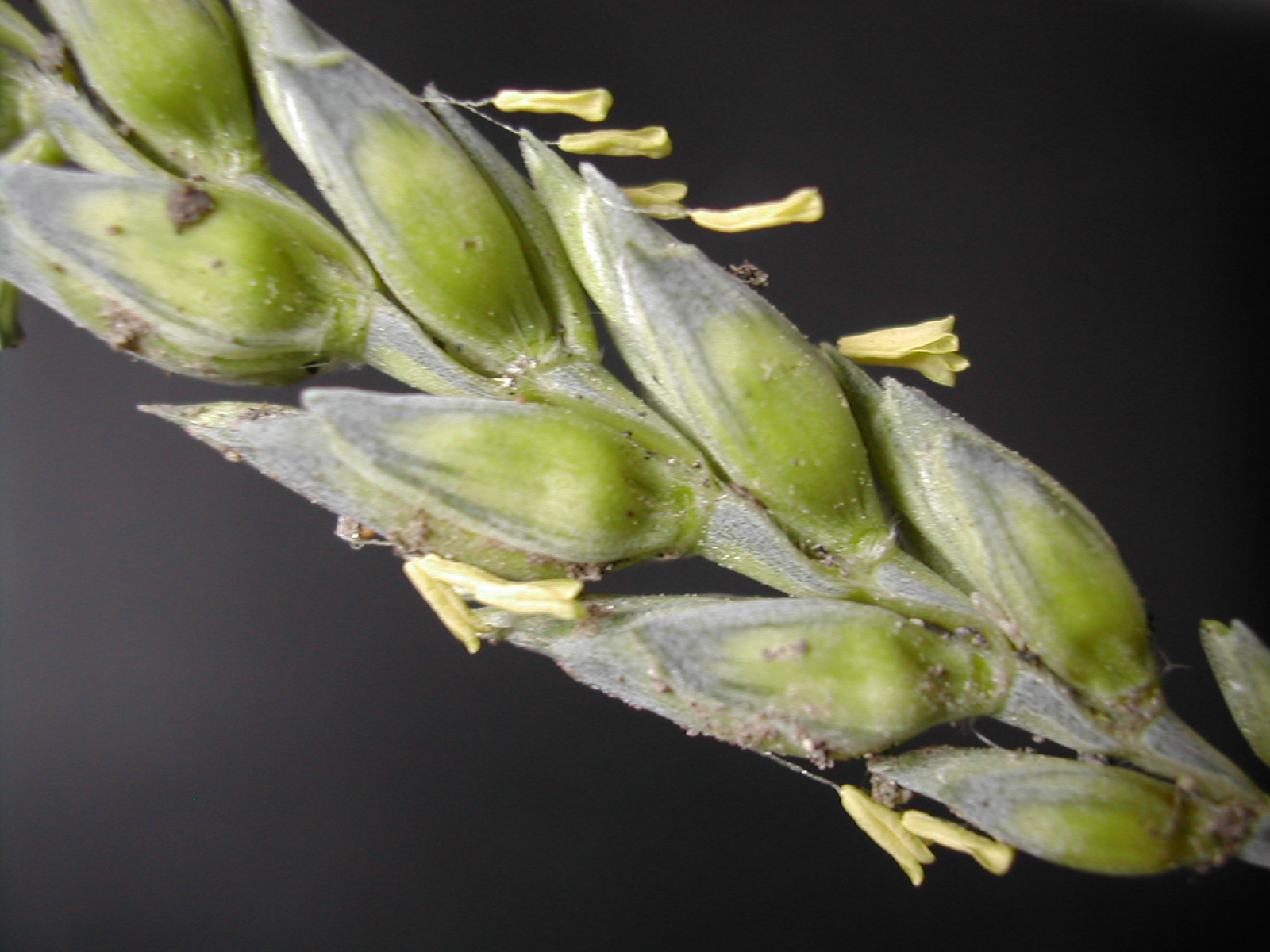
Infioritura di frumento
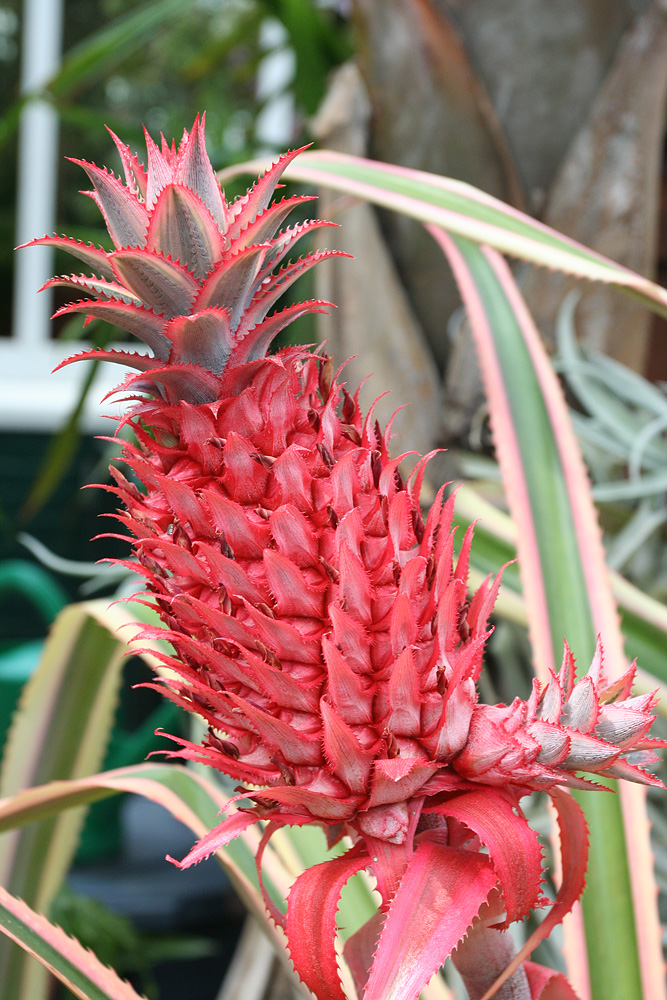
L'ananas, un esempio di infruttescenza derivata da una spiga
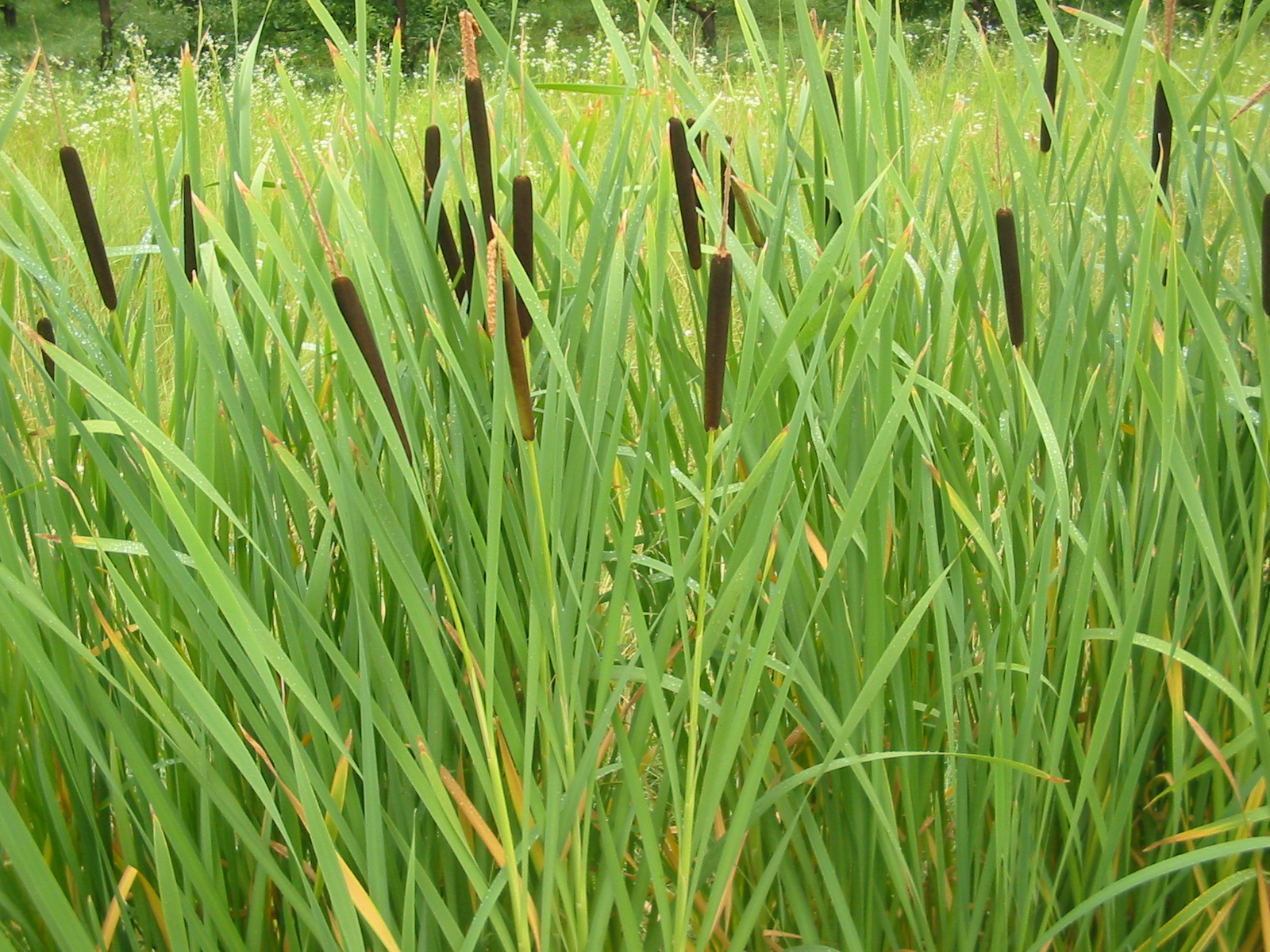
Typha latifolia
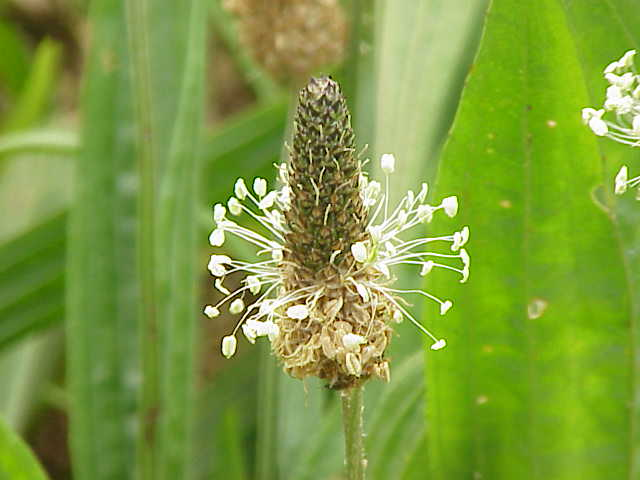
Spiga fiorita di Plantago lanceolata